# 可口可乐收购汇源事件
可口可乐收购汇源事件是一起发生于2008年9月可口可乐公司收购汇源全部股份，后于2009年3月未通过中国商务部审查的商业收购案件。

## 起因
可口可乐公司自1979年进入中国市场，其旗下的可乐、雪碧、芬达等碳酸饮料在中国市场取得较大的成功。随着碳酸饮料市场的日趋成熟、竞争加剧，可口可乐开始开发果汁饮料和原叶茶饮料市场，并相继推出酷儿、美汁源，但市场反应和市场业绩都一般。公司曾对外表示，需要通过收购来加强和拓宽无气饮料的业务。目的在于为了扩大在中国的市场范围，占领果汁饮料市场。2008年9月3日，可口可乐以24亿美元作为条件，向汇源发出收购其全部股份的要约，并于9月19日向商务部提交了收购汇源的相关申请材料。商务部工作人员表示审查工作将会分为30天和90天这样的两个审查期。

## 律师“封口门”
2008年9月5日，大成律师事务所的高级合伙人钱卫清律师以法律专家的身份，应邀参与某网站有关可口可乐收购汇源的直播访谈，在访谈中，钱卫清表示“不看好”该场交易，并从法律层面的反垄断的审查难度、市场层面的操作性以及民众的民族感情等进行详细分析。但在直播结束后，钱卫清马上要求撤回刚才网上言论，并告知网站不能发表，网站应然删去内容。事后有消息透漏，钱卫清有此举动是源于钱所在的律师所已有其他律师承接了可口可乐方面的委托，并担任该收购案的法律顾问。钱卫清的言论发出后遭到可口可乐方面的抗议，因此不得不很快撤回。
尽管钱卫清事后称自己之前并不了解到大成律师事务所已为可口可乐公司的客户，而知晓之后撤回言论一事，自己所作的也只是去执行律师事务所需要维护客户利益这一行业规则。
不过随后，一家名为和君创业的管理咨询公司，却对可口可乐要求钱卫清撤销网上言论这一行为表示抗议，并称可口可乐侵犯和君创业的合法权益，和君创业为此已委托律师事务所向可口可乐公司发出律师函。和君创业有如此反应，其理由为，钱卫清也是和君创业的法律顾问，且双方三年前已签有长期服务协议，协议内容为前者须向后者提供包括中国民营企业的权益保护、国家经济安全、反垄断领域在内的各种社会公益事业义务服务。
但由于受到可口可乐方面的加压，导致钱卫清与和君创业解除合作关系，并称此后不能再给和君创业提供法律服务，遭受到利益损失。而对于钱卫清的网上直播言论，此为钱卫清和和君创业共同研究的成果，因此其立场代表的是钱卫清和和君创业，而非大成律师事务所。而可口可乐施压要求撤回，是已剥夺了和君创业的言论权利。
尽管和君创业所聘请的律师所随后还向可口可乐公司发出另两封律师函，但可口可乐对此的回应是“保留对不负责任谣言追诉的权利”，此后亦无后文。此针对可口可乐收购汇源发表言论后被封口事件，引发了社会各界对由于利益冲突而引起的法律职业道德问题进行的强烈关注与讨论。

## 争议
新闻报道出后，引起中国民众的关注。在有关民族企业身份、国家果汁市场安全等个方面有着强烈的争论。
在收购失败之后，商务部对外表示，汇源并非中国公司，而只是一个外国企业，因此商务部判决审查不通过，并非是中国不欢迎外资的一个信号，其实是在两个外资的收购行为之间，中国居于对市场前景的考虑。此言论发出后，使得之前并不受关注的企业身份问题，成为媒体和民众关注和讨论的焦点。对于香蕉人身份的界定，引发了争议。

## 各方反应
作为被收购方，汇源老总朱新礼曾表示，自己并不是葬送民族品牌，“品牌没有国界，没必要打上民族的烙印”，而卖掉汇源也不是不负责的行为，只是市场的价值规律使然，“企业当猪卖100年都没错”。对于往后自己的发展方向，将会是向果汁市场的上游方向发展，会专注于果汁的供应，树苗的种植、生产基地的发展以及销售的瓶子回收等工作。
而商务部专家白明也表示，汇源被收购并不涉及民族品牌事宜，卖企业并不等于卖国，只是在可口可乐并购汇源需过外资槛、反垄断的槛和国家安全的槛这三道槛。
而在商务部宣布收购审查不通过，该收购失败之后，可口可乐公司并未提出任何异议，表示该事对公司影响甚小。

在收购案被否决后，中国欧盟商会对外表态，希望中国商务部能公布禁止可口可乐收购汇源的审查细节和更为具体的原因，并表示：
“支持中国商务部在裁决中所述的保护市场公平竞争的审查目的，但这一目的的最佳实现方式应该是：通过放宽限制、增加透明度以及降低进入市场和扩大投资行为的门槛，欢迎更多的国际投资者进入中国市场。”

## 事件结果
2009年，中华人民共和国商务部发布了该部门的公告2009年第22号，即商务部关于禁止可口可乐公司收购中国汇源公司审查决定的公告，商务部以如下三点作为该收购案审查不通过的依据：

1. 集中完成后，可口可乐公司有能力将其在碳酸软饮料市场上的支配地位传导到果汁饮料市场，对现有果汁饮料企业产生排除、限制竞争效果，进而损害饮料消费者的合法权益。
2. 品牌是影响饮料市场有效竞争的关键因素，集中完成后，可口可乐公司通过控制“美汁源”和“汇源”两个知名果汁品牌，对果汁市场控制力将明显增强，加之其在碳酸饮料市场已有的支配地位以及相应的传导效应，集中将使潜在竞争对手进入果汁饮料市场的障碍明显提高。
3. 集中挤压了国内中小型果汁企业生存空间，抑制了国内企业在果汁饮料市场参与竞争和自主创新的能力，给中国果汁饮料市场有效竞争格局造成不良影响，不利于中国果汁行业的持续健康发展。

## 评论
对于可口可乐收购汇源失败的原因，经济学家郎咸平认为是由于可口可乐在收购时过于高调、动作过快，没有像其他外资在收购中国啤酒行业般以低调逐渐渗入进行。并指出“外资大举收购，不是正在发生，而是正在完结。众多行业已经被外资瓜分殆尽。”凤凰卫视评论员阮次山亦认同可口可乐败在过于高调。

## 影响
由于可口可乐的收购要约，汇源在随后的发展战略已经开始向果汁、树苗、生产基地等原料领域转型发展，但是随着收购的失败，汇源的股价严重回跌缩水，而企业内部也出现了管理层流失、需重新规划发展战略和市场资源布局、融资困难、产品市场低迷等状况。相比汇源，可口可乐在此次收购案中损失较小，公司也曾对外表示，不会因为此次收购的失败而停止在中国市场的发展，而之前用于收购的资金也会相应用到兴建工厂、强化分销系统、增加营销和研发等方面。
《法制日报》评论，该收购案的被否决，暴露出了一些问题，其中以否决收购案的界定标准、依据判断不明确，以及公众能否参与、如何参与维护消费者利益等法律保障的缺失最为明显。